# 瞿曇悉達
瞿曇悉達（くどんしった、中文表記: 瞿昙悉达、英文表記: Gautama Siddha）は8世紀唐代の占星術者、天文学者である。

## 略歴
長安（現西安）に生まれたが、祖先はインド出身である。 玄宗の時代に太史監（国立天文台長）に任じられた。1977年に西安で発掘された墓碑によると、瞿曇家は唐朝成立以前に中国に住み始めており、以後代々中国で生活をしていたと推測されている。
開元年間に占星術書『開元占経』を編纂し、占星術や天文学の資料を整理した。『開元占経』にはインドの天文暦書（シッダーンタ）を漢訳した『九執暦』が含まれている。開元6年（718年）にはインド数字の〇（零）を中国にもたらし、計算方法に変化をもたらした。